# Troisième tour des éliminatoires de la zone Asie de la Coupe du monde de football 2018
Cet article donne les résultats du troisième tour de la zone Asie pour les éliminatoires de la Coupe du monde 2018.

## Format
Au troisième tour, les 12 équipes qui se sont qualifiées à l'issue du deuxième tour (les huit vainqueurs de groupe et les quatre meilleurs seconds) sont réparties en deux groupes de six équipes.
Le tirage au sort pour le troisième tour a eu lieu le 12 avril 2016.
Chaque équipe joue deux fois contre les 5 adversaires de leur groupe.
Les équipes sont classées dans les groupes selon les points marqués qui sont attribués comme suit:
- 3 points pour une victoire.
- 1 point pour un match nul.
- 0 point pour une défaite.

Si deux ou plusieurs équipes finissent leurs jeux à égalité de points les bris d'égalité suivants sont appliqués (conformément aux articles 20.6 et 20.7 des règles de qualification pour la Coupe du Monde 2018):
- Différence de buts dans tous les matches de groupe.
- Plus grand nombre de buts marqués dans tous les matches de groupe.
- La plupart des points obtenus dans les matches entre les équipes concernées.
- Différence de buts résultant des matches entre les équipes concernées.
- La plupart des buts marqués dans les matches entre les équipes concernées.
- Plus grand nombre de buts marqués dans le statut de visiteur (si le lien est seulement entre deux équipes).
- Sous l'approbation du comité d'organisation de la FIFA pour un match des séries éliminatoires sur un terrain neutre avec un temps supplémentaire de deux périodes de 15 minutes des tirs au but si nécessaire.

À la fin de tous les matchs, les deux premiers de chaque groupe se qualifient pour la Coupe du monde de la FIFA 2018, tandis que les troisièmes de chaque groupe vont disputer le quatrième tour du tournoi de qualification.

## Équipes qualifiées
Les équipes qualifiées sont classées sur la base du classement mondial FIFA d'avril 2016 (entre parenthèses).
- Australie (42)
- Iran (50)
- Corée du Sud (56)
- Japon (57)
- Arabie saoudite (60)
- Ouzbékistan (66)
- Émirats arabes unis (68)
- Chine (81)
- Qatar (83)
- Irak (105)
- Syrie (110)
- Thaïlande (119)

## Résultats

### Groupe A
| Rang | Équipe       | Pts | J  | G | N | P | Bp | Bc | Diff |  | Résultats (▼ dom., ► ext.) |     |     |     |     |     |     |
| ---- | ------------ | --- | -- | - | - | - | -- | -- | ---- |  | -------------------------- | --- | --- | --- | --- | --- | --- |
| 1    | Iran         | 22  | 10 | 6 | 4 | 0 | 10 | 2  | +8   |  | Iran                       |     | 1-0 | 2-2 | 2-0 | 1-0 | 2-0 |
| 2    | Corée du Sud | 15  | 10 | 4 | 3 | 3 | 11 | 10 | +1   |  | Corée du Sud               | 0-0 |     | 1-0 | 2-1 | 3-2 | 3-2 |
| 3    | Syrie        | 13  | 10 | 3 | 4 | 3 | 9  | 8  | +1   |  | Syrie                      | 0-0 | 0-0 |     | 1-0 | 2-2 | 3-1 |
| 4    | Ouzbékistan  | 13  | 10 | 4 | 1 | 5 | 6  | 7  | -1   |  | Ouzbékistan                | 0-1 | 0-0 | 1-0 |     | 2-0 | 1-0 |
| 5    | Chine        | 12  | 10 | 3 | 3 | 4 | 8  | 10 | -2   |  | Chine                      | 0-0 | 1-0 | 0-1 | 1-0 |     | 0-0 |
| 6    | Qatar        | 7   | 10 | 2 | 1 | 7 | 8  | 15 | -7   |  | Qatar                      | 0-1 | 3-2 | 1-0 | 0-1 | 1-2 |     |

| 1re journée                      | Iran                                       | 2 - 0   | Qatar | Stade Azadi, Téhéran                                    |                                                         |
| 1er septembre 2016 21h00 (23h30) | Ghoochannejhad 90+4e · Jahanbakhsh 90+11e  | (0 - 0) |       | Spectateurs : 78 000 Arbitrage : Hettikamkanamge Perera | Spectateurs : 78 000 Arbitrage : Hettikamkanamge Perera |
| 1er septembre 2016 21h00 (23h30) | Dejagah 39e · Rezaeian 87e · Montazeri 89e | Rapport |       | Spectateurs : 78 000 Arbitrage : Hettikamkanamge Perera | Spectateurs : 78 000 Arbitrage : Hettikamkanamge Perera |

|               | Corée du Sud                        | 3 - 2   | Chine               | Stade de la Coupe du monde de Séoul, Séoul                       |                                                                  |
| 20h00 (UTC+9) | Zheng 20e (csc) · Lee 62e · Koo 66e | (1 - 0) | 73e Yu · 76e Hao    | Spectateurs : 51 238 Arbitrage : Mohammed Abdulla Hassan Mohamed | Spectateurs : 51 238 Arbitrage : Mohammed Abdulla Hassan Mohamed |
| 20h00 (UTC+9) | Oh 49e · Jang 76e                   | Rapport | 20e Zhang · 23e Ren | Spectateurs : 51 238 Arbitrage : Mohammed Abdulla Hassan Mohamed | Spectateurs : 51 238 Arbitrage : Mohammed Abdulla Hassan Mohamed |

|               | Ouzbékistan  | 1 - 0   | Syrie                                                               | Stade de Bunyodkor, Tachkent                |                                             |
| 20h00 (23h00) | Geynrikh 74e | (0 - 0) |                                                                     | Spectateurs : 29 411 Arbitrage : Ryūji Satō | Spectateurs : 29 411 Arbitrage : Ryūji Satō |
| 20h00 (23h00) |              | Rapport | 25e O. Al-Midani · 39e Z. Al-Midani · 42e Al-Hussain · 82e Al-Salih | Spectateurs : 29 411 Arbitrage : Ryūji Satō | Spectateurs : 29 411 Arbitrage : Ryūji Satō |

| 2e journée                     | Chine   | 0 - 0   | Iran     | Stade de Shenyang, Shenyang                      |                                                  |
| 6 septembre 2016 19h35 (UTC+8) |         | (0 - 0) |          | Spectateurs : 35 776 Arbitrage : Adham Makhadmeh | Spectateurs : 35 776 Arbitrage : Adham Makhadmeh |
| 6 septembre 2016 19h35 (UTC+8) | Ren 40e | Rapport | 5e Amiri | Spectateurs : 35 776 Arbitrage : Adham Makhadmeh | Spectateurs : 35 776 Arbitrage : Adham Makhadmeh |

|               | Qatar                    | 0 - 1   | Ouzbékistan                   | Stade Jassim Bin Hamad, Doha                    |                                                 |
| 19h00 (20h00) |                          | (0 - 0) | 86e Krimets                   | Spectateurs : 7 898 Arbitrage : Ali Alsamaheeji | Spectateurs : 7 898 Arbitrage : Ali Alsamaheeji |
| 19h00 (20h00) | Yasser 85e · Khoukhi 89e | Rapport | 88e Ismailov · 90+2e Geynrikh | Spectateurs : 7 898 Arbitrage : Ali Alsamaheeji | Spectateurs : 7 898 Arbitrage : Ali Alsamaheeji |

|               | Syrie            | 0 - 0   | Corée du Sud                | Tuanku Abdul Rahman Stadium, Seremban ( Malaisie) |                                             |
| 20h00 (UTC+8) |                  | (0 - 0) |                             | Spectateurs : 4 350 Arbitrage : Chris Beath       | Spectateurs : 4 350 Arbitrage : Chris Beath |
| 20h00 (UTC+8) | Z. Al-Midani 34e | Rapport | 4e Kim · 45+1e Oh · 71e Han | Spectateurs : 4 350 Arbitrage : Chris Beath       | Spectateurs : 4 350 Arbitrage : Chris Beath |

| 3e journée                   | Corée du Sud                              | 3 - 2   | Qatar                            | Stade de la Coupe du monde de Suwon, Suwon                |                                                           |
| 6 octobre 2016 20h00 (UTC+9) | Ki 11e · Ji 56e · Son 58e                 | (1 - 2) | 16e (pen.) Al Haidos · 45e Soria | Spectateurs : 32 550 Arbitrage : Mohd Amirul Izwan Yaacob | Spectateurs : 32 550 Arbitrage : Mohd Amirul Izwan Yaacob |
| 6 octobre 2016 20h00 (UTC+9) | Hong 15e, 66e · Suk 24e · Ji 74e · Ki 77e | Rapport |                                  | Spectateurs : 32 550 Arbitrage : Mohd Amirul Izwan Yaacob | Spectateurs : 32 550 Arbitrage : Mohd Amirul Izwan Yaacob |

|               | Ouzbékistan                 | 0 - 1   | Iran         | Stade de Bunyodkor, Tachkent                  |                                               |
| 18h00 (21h00) |                             | (0 - 1) | 27e Hosseini | Spectateurs : 29 019 Arbitrage : Ben Williams | Spectateurs : 29 019 Arbitrage : Ben Williams |
| 18h00 (21h00) | Geynrikh 57e · Ismailov 66e | Rapport |              | Spectateurs : 29 019 Arbitrage : Ben Williams | Spectateurs : 29 019 Arbitrage : Ben Williams |

|               | Chine     | 0 - 1   | Syrie        | Shaanxi Province Stadium, Xi'an                                     |                                                                     |
| 19h35 (UTC+8) |           | (0 - 0) | 54e Al-Mawas | Spectateurs : 37 368 Arbitrage : Muhammad Taqi Aljaafari Bin Jahari | Spectateurs : 37 368 Arbitrage : Muhammad Taqi Aljaafari Bin Jahari |
| 19h35 (UTC+8) | Zhang 85e | Rapport | 89e Al-Shbli | Spectateurs : 37 368 Arbitrage : Muhammad Taqi Aljaafari Bin Jahari | Spectateurs : 37 368 Arbitrage : Muhammad Taqi Aljaafari Bin Jahari |

| 4e journée                    | Iran       | 1 - 0   | Corée du Sud | Stade Azadi, Téhéran                        |                                             |
| 11 octobre 2016 18h15 (19h45) | Azmoun 25e | (1 - 0) |              | Spectateurs : 75 800 Arbitrage : Ryūji Satō | Spectateurs : 75 800 Arbitrage : Ryūji Satō |
| 11 octobre 2016 18h15 (19h45) | Azmoun 80e | Rapport | 42e Son      | Spectateurs : 75 800 Arbitrage : Ryūji Satō | Spectateurs : 75 800 Arbitrage : Ryūji Satō |

|               | Ouzbékistan                      | 2 - 0   | Chine              | Stade de Bunyodkor, Tachkent                            |                                                         |
| 18h00 (21h00) | Bikmaev 50e · Shukurov 85e       | (0 - 0) |                    | Spectateurs : 21 503 Arbitrage : Hettikamkanamge Perera | Spectateurs : 21 503 Arbitrage : Hettikamkanamge Perera |
| 18h00 (21h00) | Tukhtakhujaev 39e · Djeparov 70e | Rapport | 79e Zhang · 87e Du | Spectateurs : 21 503 Arbitrage : Hettikamkanamge Perera | Spectateurs : 21 503 Arbitrage : Hettikamkanamge Perera |

|               | Qatar                                 | 1 - 0   | Syrie                     | Stade Jassim Bin Hamad, Doha                 |                                              |
| 19h00 (20h00) | Al Haidos 37e (pen.)                  | (1 - 0) |                           | Spectateurs : 9 940 Arbitrage : Ahmed Al-Kaf | Spectateurs : 9 940 Arbitrage : Ahmed Al-Kaf |
| 19h00 (20h00) | Assadalla 41e · Ceará 57e · Majid 87e | Rapport | 32e Ajan · 90+1e Al-Mawas | Spectateurs : 9 940 Arbitrage : Ahmed Al-Kaf | Spectateurs : 9 940 Arbitrage : Ahmed Al-Kaf |

| 5e journée                     | Chine     | 0 - 0   | Qatar                   | Kunming Tuodong Sports Center, Kunming                      |                                                             |
| 15 novembre 2016 19h35 (UTC+8) |           | (0 - 0) |                         | Spectateurs : 32 763 Arbitrage : Mohanad Qasim Eesee Sarray | Spectateurs : 32 763 Arbitrage : Mohanad Qasim Eesee Sarray |
| 15 novembre 2016 19h35 (UTC+8) | Mei 90+2e | Rapport | 86e Al-Sheeb · 87e Musa | Spectateurs : 32 763 Arbitrage : Mohanad Qasim Eesee Sarray | Spectateurs : 32 763 Arbitrage : Mohanad Qasim Eesee Sarray |

|               | Corée du Sud        | 2 - 1   | Ouzbékistan | Stade de la Coupe du monde de Séoul, Séoul        |                                                   |
| 20h00 (UTC+9) | Nam 67e · Koo 85e   | (0 - 1) | 25e Bikmaev | Spectateurs : 30 526 Arbitrage : Fahad Al-Mirdasi | Spectateurs : 30 526 Arbitrage : Fahad Al-Mirdasi |
| 20h00 (UTC+9) | Kim 89e · Son 90+2e | Rapport |             | Spectateurs : 30 526 Arbitrage : Fahad Al-Mirdasi | Spectateurs : 30 526 Arbitrage : Fahad Al-Mirdasi |

|               | Syrie          | 0 - 0   | Iran | Tuanku Abdul Rahman Stadium, Seremban ( Malaisie)        |                                                          |
| 20h00 (UTC+8) |                | (0 - 0) |      | Spectateurs : 4 560 Arbitrage : Ali Sabah Adday Al-Qaysi | Spectateurs : 4 560 Arbitrage : Ali Sabah Adday Al-Qaysi |
| 20h00 (UTC+8) | Al-Shbli 45+2e | Rapport |      | Spectateurs : 4 560 Arbitrage : Ali Sabah Adday Al-Qaysi | Spectateurs : 4 560 Arbitrage : Ali Sabah Adday Al-Qaysi |

| 6e journée                 | Qatar                       | 0 - 1   | Iran                          | Stade Jassim Bin Hamad, Doha                  |                                               |
| 23 mars 2017 19h00 (20h00) |                             | (0 - 0) | Taremi 52e                    | Spectateurs : 10 237 Arbitrage : Liu Kwok Man | Spectateurs : 10 237 Arbitrage : Liu Kwok Man |
| 23 mars 2017 19h00 (20h00) | Correia 45+1e · Khoukhi 85e | Rapport | 6e Mohammadi · 86e Beiranvand | Spectateurs : 10 237 Arbitrage : Liu Kwok Man | Spectateurs : 10 237 Arbitrage : Liu Kwok Man |

|               | Chine   | 1 - 0      | Corée du Sud | Helong Sports Center, Changsha               |                                              |
| 19h35 (UTC+8) | Yu 34e  | (1 - 0)    |              | Spectateurs : 30 950 Arbitrage : Peter Green | Spectateurs : 30 950 Arbitrage : Peter Green |
| 19h35 (UTC+8) | Yin 71e | [ Rapport] | 8e Ji        | Spectateurs : 30 950 Arbitrage : Peter Green | Spectateurs : 30 950 Arbitrage : Peter Green |

|               | Syrie                                                      | 1 - 0      | Ouzbékistan                       | Tuanku Abdul Rahman Stadium, Seremban ( Malaisie)             |                                                               |
| 20h45 (UTC+8) | Kharbin 90+1e (pen.)                                       | (0 - 0)    |                                   | Spectateurs : 350 Arbitrage : Mohammed Abdulla Hassan Mohamed | Spectateurs : 350 Arbitrage : Mohammed Abdulla Hassan Mohamed |
| 20h45 (UTC+8) | Jenyat 3e · Mobayed 44e · Khribin 70e · O. Al-Midani 90+5e | [ Rapport] | 13e Tukhtakhujaev · 83e Khashimov | Spectateurs : 350 Arbitrage : Mohammed Abdulla Hassan Mohamed | Spectateurs : 350 Arbitrage : Mohammed Abdulla Hassan Mohamed |

| 7e journée                 | Ouzbékistan                                            | 1 - 0      | Qatar     | Stade de Bunyodkor, Tachkent                                |                                                             |
| 28 mars 2017 18h00 (21h00) | Akhmedov 65e                                           | (0 - 0)    |           | Spectateurs : 19 000 Arbitrage : Mohanad Qasim Eesee Sarray | Spectateurs : 19 000 Arbitrage : Mohanad Qasim Eesee Sarray |
| 28 mars 2017 18h00 (21h00) | Haydarov 21e · Akhmedov 40e · Lobanov 83e · Bikaev 88e | [ Rapport] | 67e Soria | Spectateurs : 19 000 Arbitrage : Mohanad Qasim Eesee Sarray | Spectateurs : 19 000 Arbitrage : Mohanad Qasim Eesee Sarray |

|               | Corée du Sud | 1 - 0      | Syrie         | Stade de la Coupe du monde de Séoul, Séoul       |                                                  |
| 20h00 (UTC+9) | Hong 4e      | (1 - 0)    |               | Spectateurs : 30 352 Arbitrage : Adham Makhadmeh | Spectateurs : 30 352 Arbitrage : Adham Makhadmeh |
| 20h00 (UTC+9) | Kwoun 90+3e  | [ Rapport] | 90e Mardikian | Spectateurs : 30 352 Arbitrage : Adham Makhadmeh | Spectateurs : 30 352 Arbitrage : Adham Makhadmeh |

|               | Iran                                        | 1 - 0      | Chine               | Stade Azadi, Téhéran                                                |                                                                     |
| 16h30 (19h00) | Taremi 46e                                  | (0 - 0)    |                     | Spectateurs : 78 115 Arbitrage : Muhammad Taqi Aljaafari Bin Jahari | Spectateurs : 78 115 Arbitrage : Muhammad Taqi Aljaafari Bin Jahari |
| 16h30 (19h00) | Ezatolahi 38e · Shojaei 39e · Jahankhsh 64e | [ Rapport] | 81e Yin · 90+5e Mei | Spectateurs : 78 115 Arbitrage : Muhammad Taqi Aljaafari Bin Jahari | Spectateurs : 78 115 Arbitrage : Muhammad Taqi Aljaafari Bin Jahari |

| 8e journée                 | Iran                    | 2 - 0      | Ouzbékistan                  | Stade Azadi, Téhéran                          |                                               |
| 12 juin 2017 21h15 (23h45) | Azmoun 23e · Taremi 88e | (1 - 0)    |                              | Spectateurs : 59 730 Arbitrage : Ahmed Al-Kaf | Spectateurs : 59 730 Arbitrage : Ahmed Al-Kaf |
| 12 juin 2017 21h15 (23h45) | Azmoun 75e              | [ Rapport] | 28e Afonin · 90+3e Khashimov | Spectateurs : 59 730 Arbitrage : Ahmed Al-Kaf | Spectateurs : 59 730 Arbitrage : Ahmed Al-Kaf |

| 13 juin 2017  | Syrie                                | 2 - 2      | Chine                          | Hang Jebat Stadium, Krubong ( Malaisie)          |                                                  |
| 21h45 (UTC+8) | Al-Mawas 12e (pen.) · Al Salih 90+3e | (1 - 0)    | 68e (pen.) Gao · 75e Wu        | Spectateurs : 4 737 Arbitrage : Ammar Al-Jeneibi | Spectateurs : 4 737 Arbitrage : Ammar Al-Jeneibi |
| 21h45 (UTC+8) | Al-Salih 44e · Mohamad 90+5e         | [ Rapport] | 11e Zeng · 85e Hao · 90e Jiang | Spectateurs : 4 737 Arbitrage : Ammar Al-Jeneibi | Spectateurs : 4 737 Arbitrage : Ammar Al-Jeneibi |

|               | Qatar                        | 3 - 2      | Corée du Sud       | Stade Jassim Bin Hamad, Doha                           |                                                        |
| 22h00 (23h00) | Al Haidos 25e 74e · Afif 51e | (1 - 0)    | 62e Ki · 70e Hwang | Spectateurs : 5 373 Arbitrage : Hettikamkanamge Perera | Spectateurs : 5 373 Arbitrage : Hettikamkanamge Perera |
| 22h00 (23h00) | Majid 36e                    | [ Rapport] | 24e Choi           | Spectateurs : 5 373 Arbitrage : Hettikamkanamge Perera | Spectateurs : 5 373 Arbitrage : Hettikamkanamge Perera |

| 9e journée                 | Syrie                           | 3 - 1      | Qatar         | Hang Jebat Stadium, Krubong ( Malaisie) |                                         |
| 31 août 2017 20h00 (UTC+8) | Kharbin 7e 54e · Al-Mawas 90+5e | (1 - 1)    | 35e Assadalla | Spectateurs : 300 Arbitrage : Ali Sabah | Spectateurs : 300 Arbitrage : Ali Sabah |
| 31 août 2017 20h00 (UTC+8) | Al-Shbli 30e · Alma 90e         | [ Rapport] | 26e Hassan    | Spectateurs : 300 Arbitrage : Ali Sabah | Spectateurs : 300 Arbitrage : Ali Sabah |

|               | Chine                           | 1 - 0      | Ouzbékistan                                            | Stade du centre sportif de Wuhan, Wuhan                 |                                                         |
| 20h00 (UTC+8) | Gao 84e (pen.)                  | (0 - 0)    |                                                        | Spectateurs : 51 666 Arbitrage : Hettikamkanamge Perera | Spectateurs : 51 666 Arbitrage : Hettikamkanamge Perera |
| 20h00 (UTC+8) | Zhang 29e · Feng 62e · Zhao 77e | [ Rapport] | 19e Bikmaev · 27e Nesterov · 83e Krimets · 88e Denisov | Spectateurs : 51 666 Arbitrage : Hettikamkanamge Perera | Spectateurs : 51 666 Arbitrage : Hettikamkanamge Perera |

|               | Corée du Sud | 0 - 0      | Iran                             | Stade de la Coupe du monde de Séoul, Séoul   |                                              |
| 21h00 (UTC+9) |              | (0 - 0)    |                                  | Spectateurs : 63 124 Arbitrage : Peter Green | Spectateurs : 63 124 Arbitrage : Peter Green |
| 21h00 (UTC+9) | Choi 40e     | [ Rapport] | 10e Pouraliganji · 52e Ezatolahi | Spectateurs : 63 124 Arbitrage : Peter Green | Spectateurs : 63 124 Arbitrage : Peter Green |

| 10e journée                    | Qatar                              | 1 - 2      | Chine             | Stade Jassim Bin Hamad, Doha                 |                                              |
| 5 septembre 2017 18h00 (19h00) | Afif 47e                           | (0 - 0)    | 74e Xiao · 84e Wu | Spectateurs : 5 686 Arbitrage : Ahmed Al-Kaf | Spectateurs : 5 686 Arbitrage : Ahmed Al-Kaf |
| 5 septembre 2017 18h00 (19h00) | Ali 15e · Salem 44e · Yasser 90+3e | [ Rapport] | 80e Zheng         | Spectateurs : 5 686 Arbitrage : Ahmed Al-Kaf | Spectateurs : 5 686 Arbitrage : Ahmed Al-Kaf |

|               | Iran                       | 2 - 2      | Syrie                       | Stade Azadi, Téhéran                        |                                             |
| 19h30 (22h00) | Azmoun 45e 64e             | (1 - 1)    | 13e Mohamd · 90+3e Al Somah | Spectateurs : 62 165 Arbitrage : Ryūji Satō | Spectateurs : 62 165 Arbitrage : Ryūji Satō |
| 19h30 (22h00) | Hajsafi 45+2e · Taremi 85e | [ Rapport] | 45+4e Al-Masri              | Spectateurs : 62 165 Arbitrage : Ryūji Satō | Spectateurs : 62 165 Arbitrage : Ryūji Satō |

|               | Ouzbékistan                               | 0 - 0      | Corée du Sud | Stade de Bunyodkor, Tachkent                                        |                                                                     |
| 20h00 (23h00) |                                           | (0 - 0)    |              | Spectateurs : 34 000 Arbitrage : Muhammad Taqi Aljaafari Bin Jahari | Spectateurs : 34 000 Arbitrage : Muhammad Taqi Aljaafari Bin Jahari |
| 20h00 (23h00) | Haydarov 38e · Ismailov 71e · Krimets 84e | [ Rapport] | 36e Jung     | Spectateurs : 34 000 Arbitrage : Muhammad Taqi Aljaafari Bin Jahari | Spectateurs : 34 000 Arbitrage : Muhammad Taqi Aljaafari Bin Jahari |

### Groupe B
| Rang | Équipe              | Pts | J  | G | N | P | Bp | Bc | Diff |  | Résultats (▼ dom., ► ext.) |     |     |     |     |     |     |
| ---- | ------------------- | --- | -- | - | - | - | -- | -- | ---- |  | -------------------------- | --- | --- | --- | --- | --- | --- |
| 1    | Japon               | 20  | 10 | 6 | 2 | 2 | 17 | 7  | +10  |  | Japon                      |     | 2-1 | 2-0 | 1-2 | 2-1 | 4-0 |
| 2    | Arabie saoudite     | 19  | 10 | 6 | 1 | 3 | 17 | 10 | +7   |  | Arabie saoudite            | 1-0 |     | 2-2 | 3-0 | 1-0 | 1-0 |
| 3    | Australie           | 19  | 10 | 5 | 4 | 1 | 16 | 11 | +5   |  | Australie                  | 1-1 | 3-2 |     | 2-0 | 2-0 | 2-1 |
| 4    | Émirats arabes unis | 13  | 10 | 4 | 1 | 5 | 10 | 13 | -3   |  | Émirats arabes unis        | 0-2 | 2-1 | 0-1 |     | 2-0 | 3-1 |
| 5    | Irak                | 11  | 10 | 3 | 2 | 5 | 11 | 12 | -1   |  | Irak                       | 1-1 | 1-2 | 1-1 | 1-0 |     | 4-0 |
| 6    | Thaïlande           | 2   | 10 | 0 | 2 | 8 | 6  | 24 | -18  |  | Thaïlande                  | 0-2 | 0-3 | 2-2 | 1-1 | 1-2 |     |

| 1re journée                      | Australie              | 2 - 0   | Irak      | Perth Oval, Perth                                |                                                  |
| 1er septembre 2016 18h30 (UTC+8) | Luongo 58e · Jurić 64e | (0 - 0) |           | Spectateurs : 18 923 Arbitrage : Alireza Faghani | Spectateurs : 18 923 Arbitrage : Alireza Faghani |
| 1er septembre 2016 18h30 (UTC+8) | Mooy 10e · Smith 68e   | Rapport | 52e Abbas | Spectateurs : 18 923 Arbitrage : Alireza Faghani | Spectateurs : 18 923 Arbitrage : Alireza Faghani |

|               | Japon                   | 1 - 2   | Émirats arabes unis   | Saitama Stadium 2002, Saitama                          |                                                        |
| 19h35 (UTC+9) | Honda 11e               | (1 - 1) | 20e 54e (pen.) Khalil | Spectateurs : 58 895 Arbitrage : Abdulrahman Al-Jassim | Spectateurs : 58 895 Arbitrage : Abdulrahman Al-Jassim |
| 19h35 (UTC+9) | Sakai 16e · Yoshida 19e | Rapport | 10e Salem             | Spectateurs : 58 895 Arbitrage : Abdulrahman Al-Jassim | Spectateurs : 58 895 Arbitrage : Abdulrahman Al-Jassim |

|               | Arabie saoudite                | 1 - 0   | Thaïlande                         | Stade international du Roi-Fahd, Riyad   |                                          |
| 20h30 (21h30) | Al-Abed 84e (pen.)             | (0 - 0) |                                   | Spectateurs : 40 983 Arbitrage : Fu Ming | Spectateurs : 40 983 Arbitrage : Fu Ming |
| 20h30 (21h30) | Al-Mosailem 20e · Fallatah 76e | Rapport | 72e, 90+6e Yooyen · 83e Bunmathan | Spectateurs : 40 983 Arbitrage : Fu Ming | Spectateurs : 40 983 Arbitrage : Fu Ming |

| 2e journée                     | Émirats arabes unis | 0 - 1   | Australie  | Stade Mohammed-Bin-Zayed, Abu Dhabi                           |                                                               |
| 6 septembre 2016 19h30 (21h30) |                     | (0 - 0) | 75e Cahill | Spectateurs : 40 893 Arbitrage : Mohd Amirul Izwan Bin Yaacob | Spectateurs : 40 893 Arbitrage : Mohd Amirul Izwan Bin Yaacob |
| 6 septembre 2016 19h30 (21h30) | Abdulrahman 63e     | Rapport | 49e Rogić  | Spectateurs : 40 893 Arbitrage : Mohd Amirul Izwan Bin Yaacob | Spectateurs : 40 893 Arbitrage : Mohd Amirul Izwan Bin Yaacob |

|               | Irak                                     | 1 - 2   | Arabie saoudite               | Stade Shah Alam, Shah Alam ( Malaisie)          |                                                 |
| 19h00 (UTC+8) | Abdul-Raheem 18e                         | (1 - 0) | 81e (pen.) 88e (pen.) Al-Abed | Spectateurs : 3 400 Arbitrage : Khamis Al-Marri | Spectateurs : 3 400 Arbitrage : Khamis Al-Marri |
| 19h00 (UTC+8) | Abdul-Raheem 30e · Meram 67e · Adnan 85e | Rapport | 90+3e Al-Abed                 | Spectateurs : 3 400 Arbitrage : Khamis Al-Marri | Spectateurs : 3 400 Arbitrage : Khamis Al-Marri |

|               | Thaïlande        | 0 - 2   | Japon                         | Rajamangala, Bangkok                          |                                               |
| 19h15 (UTC+7) |                  | (0 - 1) | 17e Haraguchi · 75e Asano     | Spectateurs : 44 500 Arbitrage : Mohsen Torky | Spectateurs : 44 500 Arbitrage : Mohsen Torky |
| 19h15 (UTC+7) | Deeprom 85e, 89e | Rapport | 28e Morishige · 83e Nishikawa | Spectateurs : 44 500 Arbitrage : Mohsen Torky | Spectateurs : 44 500 Arbitrage : Mohsen Torky |

| 3e journée                   | Japon                         | 2 - 1   | Irak                                     | Stade Saitama 2002, Saitama                        |                                                    |
| 6 octobre 2016 19h35 (UTC+9) | Haraguchi 26e · Yamaguchi 90e | (1 - 0) | 60e Abdul-Amir                           | Spectateurs : 57 768 Arbitrage : Kim Dong-jin (en) | Spectateurs : 57 768 Arbitrage : Kim Dong-jin (en) |
| 6 octobre 2016 19h35 (UTC+9) | Sakai 66e                     | Rapport | 72e Salim · 82e Hameed · 90+4e Al-Azzawi | Spectateurs : 57 768 Arbitrage : Kim Dong-jin (en) | Spectateurs : 57 768 Arbitrage : Kim Dong-jin (en) |

|               | Arabie saoudite                | 2 - 2   | Australie                 | Stade du Roi-Abdullah, Djeddah                   |                                                  |
| 20h45 (21h45) | Al-Jassim 5e · Al-Shamrani 79e | (1 - 1) | 45e Sainsbury · 71e Jurić | Spectateurs : 51 616 Arbitrage : Ravshan Irmatov | Spectateurs : 51 616 Arbitrage : Ravshan Irmatov |
| 20h45 (21h45) | Hawsawi 45+2e                  | Rapport | 23e Jedinak               | Spectateurs : 51 616 Arbitrage : Ravshan Irmatov | Spectateurs : 51 616 Arbitrage : Ravshan Irmatov |

|               | Émirats arabes unis           | 3 - 1   | Thaïlande     | Stade Mohammed-Bin-Zayed, Abu Dhabi           |                                               |
| 20h00 (22h00) | Mabkhout 14e 47e · Khalil 90e | (1 - 0) | 65e Chanaboot | Spectateurs : 18 242 Arbitrage : Liu Kwok Man | Spectateurs : 18 242 Arbitrage : Liu Kwok Man |
| 20h00 (22h00) | Naser 40e · Hassan 58e        | Rapport | 45+2e Do      | Spectateurs : 18 242 Arbitrage : Liu Kwok Man | Spectateurs : 18 242 Arbitrage : Liu Kwok Man |

| 4e journée                     | Australie                  | 1 - 1   | Japon        | Etihad Stadium, Melbourne                        |                                                  |
| 11 octobre 2016 20h00 (UTC+11) | Jedinak 52e (pen.)         | (0 - 1) | 5e Haraguchi | Spectateurs : 48 460 Arbitrage : Nawaf Shukralla | Spectateurs : 48 460 Arbitrage : Nawaf Shukralla |
| 11 octobre 2016 20h00 (UTC+11) | McGowan 40e · Luongo 45+2e | Rapport | 87e Makino   | Spectateurs : 48 460 Arbitrage : Nawaf Shukralla | Spectateurs : 48 460 Arbitrage : Nawaf Shukralla |

|               | Arabie saoudite                               | 3 - 0   | Émirats arabes unis | Stade du Roi-Abdullah, Djeddah                  |                                                 |
| 20h45 (21h45) | Al Muwallad 73e · Al-Abed 79e · Al-Shehri 90e | (0 - 0) |                     | Spectateurs : 60 102 Arbitrage : Kim Jong-Hyeok | Spectateurs : 60 102 Arbitrage : Kim Jong-Hyeok |
| 20h45 (21h45) | Al-Jassim 57e                                 | Rapport | 44e Husain          | Spectateurs : 60 102 Arbitrage : Kim Jong-Hyeok | Spectateurs : 60 102 Arbitrage : Kim Jong-Hyeok |

|               | Irak                        | 4 - 0   | Thaïlande    | Shahid Dastgerdi Stadium, Téhéran ( Iran) |                                         |
| 16h00 (17h30) | Abdul-Raheem 7e 25e 87e 90e | (2 - 0) |              | Spectateurs : 2 255 Arbitrage : Ma Ning   | Spectateurs : 2 255 Arbitrage : Ma Ning |
| 16h00 (17h30) | Khalaf 69e · Yasin 76e      | Rapport | 15e Tossakai | Spectateurs : 2 255 Arbitrage : Ma Ning   | Spectateurs : 2 255 Arbitrage : Ma Ning |

| 5e journée                     | Émirats arabes unis      | 2 - 0   | Irak           | Stade Mohammed-Bin-Zayed, Abou Dabi              |                                                  |
| 15 novembre 2016 19h20 (21h20) | Khalil 26e · Matar 90+3e | (1 - 0) |                | Spectateurs : 14 583 Arbitrage : Ilgiz Tantashev | Spectateurs : 14 583 Arbitrage : Ilgiz Tantashev |
| 15 novembre 2016 19h20 (21h20) | Esmail 70e · Hassan 85e  | Rapport | 80e Abdul-Amir | Spectateurs : 14 583 Arbitrage : Ilgiz Tantashev | Spectateurs : 14 583 Arbitrage : Ilgiz Tantashev |

|               | Japon                               | 2 - 1   | Arabie saoudite                            | Stade Saitama 2002, Saitama                                         |                                                                     |
| 19h35 (UTC+9) | Kiyotake 45e (pen.) · Haraguchi 80e | (1 - 0) | 90e Othman                                 | Spectateurs : 58 420 Arbitrage : Muhammad Taqi Aljaafari Bin Jahari | Spectateurs : 58 420 Arbitrage : Muhammad Taqi Aljaafari Bin Jahari |
| 19h35 (UTC+9) | Sakai 88e                           |         | 9e Al-Khaibri · 10e Fallatah · 48e Hawsawi | Spectateurs : 58 420 Arbitrage : Muhammad Taqi Aljaafari Bin Jahari | Spectateurs : 58 420 Arbitrage : Muhammad Taqi Aljaafari Bin Jahari |

|               | Thaïlande             | 2 - 2   | Australie                    | Stade Rajamangala, Bangkok                      |                                                 |
| 19h00 (UTC+7) | Dangda 20e 57e (pen.) | (1 - 1) | 9e (pen.) 65e (pen.) Jedinak | Spectateurs : 36 534 Arbitrage : Fahad Al-Marri | Spectateurs : 36 534 Arbitrage : Fahad Al-Marri |
| 19h00 (UTC+7) | Chutong 8e            | Rapport | 90e Irvine                   | Spectateurs : 36 534 Arbitrage : Fahad Al-Marri | Spectateurs : 36 534 Arbitrage : Fahad Al-Marri |

| 6e journée                 | Irak        | 1 - 1   | Australie              | Shahid Dastgerdi Stadium, Téhéran ( Iran)      |                                                |
| 23 mars 2017 16h30 (19h00) | Yaseen 76e  | (0 - 1) | 39e Leckie             | Spectateurs : 3 270 Arbitrage : Kim Jong-Hyeok | Spectateurs : 3 270 Arbitrage : Kim Jong-Hyeok |
| 23 mars 2017 16h30 (19h00) | Adhamat 75e |         | 7e Mooy · 80e Milligan | Spectateurs : 3 270 Arbitrage : Kim Jong-Hyeok | Spectateurs : 3 270 Arbitrage : Kim Jong-Hyeok |

|               | Émirats arabes unis                          | 0 - 2   | Japon                | Stade Hazza-ben-Zayed, Al Ain                    |                                                  |
| 18h30 (20h30) |                                              | (0 - 1) | 13e Kubo · 51e Konno | Spectateurs : 23 725 Arbitrage : Ravshan Irmatov | Spectateurs : 23 725 Arbitrage : Ravshan Irmatov |
| 18h30 (20h30) | Abdulrahman 33e · Al-Kamali 54e · Husain 60e |         | 55e Kubo             | Spectateurs : 23 725 Arbitrage : Ravshan Irmatov | Spectateurs : 23 725 Arbitrage : Ravshan Irmatov |

|               | Thaïlande     | 0 - 3   | Arabie saoudite                                        | Rajamangala, Bangkok                           |                                                |
| 19h00 (UTC+7) |               | (0 - 1) | 25e Al-Shahlawi · 84e (csc) Kesarat · 90+2e Al-Moasher | Spectateurs : 41 613 Arbitrage : Ali Abdulnabi | Spectateurs : 41 613 Arbitrage : Ali Abdulnabi |
| 19h00 (UTC+7) | Bunmathan 42e |         |                                                        | Spectateurs : 41 613 Arbitrage : Ali Abdulnabi | Spectateurs : 41 613 Arbitrage : Ali Abdulnabi |

| 7e journée                 | Arabie saoudite            | 1 - 0   | Irak | Stade du Roi-Abdullah, Djeddah                      |                                                     |
| 28 mars 2017 20h30 (21h30) | Al-Shehri 53e              | (0 - 0) |      | Spectateurs : 60 153 Arbitrage : Valentin Kovalenko | Spectateurs : 60 153 Arbitrage : Valentin Kovalenko |
| 28 mars 2017 20h30 (21h30) | Al-Abed 66e · Al-Faraj 74e | Rapport |      | Spectateurs : 60 153 Arbitrage : Valentin Kovalenko | Spectateurs : 60 153 Arbitrage : Valentin Kovalenko |

|               | Japon                                            | 4 - 0   | Thaïlande | Saitama Stadium 2002, Saitama                 |                                               |
| 19h35 (UTC+9) | Kagawa 8e · Okazaki 19e · Kubo 57e · Yoshida 83e | (2 - 0) |           | Spectateurs : 59 003 Arbitrage : Kim Dong-jin | Spectateurs : 59 003 Arbitrage : Kim Dong-jin |
| 19h35 (UTC+9) | Rapport                                          |         |           | Spectateurs : 59 003 Arbitrage : Kim Dong-jin | Spectateurs : 59 003 Arbitrage : Kim Dong-jin |

|                | Australie              | 2 - 0   | Émirats arabes unis                      | Allianz Stadium, Sydney                       |                                               |
| 20h00 (UTC+11) | Irvine 7e · Leckie 78e | (1 - 0) |                                          | Spectateurs : 27 328 Arbitrage : Ahmed Al-Kaf | Spectateurs : 27 328 Arbitrage : Ahmed Al-Kaf |
| 20h00 (UTC+11) | Wright 84e             | Rapport | 80e Barman · 83e Abdulrahman · 85e Ahmed | Spectateurs : 27 328 Arbitrage : Ahmed Al-Kaf | Spectateurs : 27 328 Arbitrage : Ahmed Al-Kaf |

| 8e journée                   | Australie                | 3 - 2   | Arabie saoudite                   | Adelaide Oval, Adélaïde                          |                                                  |
| 8 juin 2017 19h30 (UTC+9:30) | Jurić 7e 36e · Rogic 64e | (2 - 2) | 23e Al-Dawsari · 45+2e Al-Sahlawi | Spectateurs : 29 785 Arbitrage : Ravshan Irmatov | Spectateurs : 29 785 Arbitrage : Ravshan Irmatov |

| 13 juin 2017  | Thaïlande    | 1 - 1   | Émirats arabes unis | Rajamangala, Bangkok                                                |                                                                     |
| 19h00 (UTC+7) | Mongkol 69e  | (0 - 0) | 90+3e Mabkhout      | Spectateurs : 24 417 Arbitrage : Muhammad Taqi Aljaafari Bin Jahari | Spectateurs : 24 417 Arbitrage : Muhammad Taqi Aljaafari Bin Jahari |
| 19h00 (UTC+7) | Dechmitr 89e |         | 62e Mabkhout        | Spectateurs : 24 417 Arbitrage : Muhammad Taqi Aljaafari Bin Jahari | Spectateurs : 24 417 Arbitrage : Muhammad Taqi Aljaafari Bin Jahari |

|               | Irak                      | 1 - 1   | Japon    | Shahid Dastgerdi Stadium, Téhéran ( Iran) |                                       |
| 16h55 (18h25) | Kamel 73e                 | (0 - 1) | 8e Osako | Spectateurs : 983 Arbitrage : Fu Ming     | Spectateurs : 983 Arbitrage : Fu Ming |
| 16h55 (18h25) | Adhamat 7e · Gassid 90+2e |         |          | Spectateurs : 983 Arbitrage : Fu Ming     | Spectateurs : 983 Arbitrage : Fu Ming |

| 9e journée                 | Émirats arabes unis                           | 2 - 1   | Arabie saoudite    | Stade Hazza-ben-Zayed, Al Ain                   |                                                 |
| 29 août 2017 20h30 (22h30) | Mabkhout 21e · Khalil 60e                     | (1 - 1) | 20e (pen.) Al-Abed | Spectateurs : 10 221 Arbitrage : Kim Jong-Hyeok | Spectateurs : 10 221 Arbitrage : Kim Jong-Hyeok |
| 29 août 2017 20h30 (22h30) | Mabkhout 19e · Khamis 72e, 90+2e · Esmail 88e |         | 90+1e Al-Dawsari   | Spectateurs : 10 221 Arbitrage : Kim Jong-Hyeok | Spectateurs : 10 221 Arbitrage : Kim Jong-Hyeok |

| 31 août 2017  | Thaïlande          | 1 - 2   | Irak                              | Rajamangala, Bangkok                             |                                                  |
| 19h00 (UTC+7) | Ibrahim 63e (csc)  | (0 - 1) | 34e Meram · 85e (pen.) Abdul-Amir | Spectateurs : 22 604 Arbitrage : Nawaf Shukralla | Spectateurs : 22 604 Arbitrage : Nawaf Shukralla |
| 19h00 (UTC+7) | Puangchan 53e, 72e |         |                                   | Spectateurs : 22 604 Arbitrage : Nawaf Shukralla | Spectateurs : 22 604 Arbitrage : Nawaf Shukralla |

|               | Japon                    | 2 - 0   | Australie | Saitama Stadium 2002, Saitama                    |                                                  |
| 19h35 (UTC+9) | Asano 41e · Ideguchi 82e | (1 - 0) |           | Spectateurs : 59 492 Arbitrage : Alireza Faghani | Spectateurs : 59 492 Arbitrage : Alireza Faghani |
| 19h35 (UTC+9) | Osako 44e                |         | 90e Kruse | Spectateurs : 59 492 Arbitrage : Alireza Faghani | Spectateurs : 59 492 Arbitrage : Alireza Faghani |

| 10e journée                    | Irak                                     | 1 - 0   | Émirats arabes unis                                   | Stade international d'Amman, Amman ( Jordanie)  |                                                 |
| 5 septembre 2017 17h00 (18h00) | Hussein 29e                              | (1 - 0) |                                                       | Spectateurs : 2 185 Arbitrage : Adham Makhadmeh | Spectateurs : 2 185 Arbitrage : Adham Makhadmeh |
| 5 septembre 2017 17h00 (18h00) | Abdul-Amir 25e · Hussein 33e · Meram 62e |         | 20e Abdulrahman · 40e Hassan · 78e Husain · 90e Matar | Spectateurs : 2 185 Arbitrage : Adham Makhadmeh | Spectateurs : 2 185 Arbitrage : Adham Makhadmeh |

|                | Australie              | 2 - 1   | Thaïlande     | Melbourne Rectangular Stadium, Melbourne      |                                               |
| 20h00 (UTC+10) | Jurić 69e · Leckie 86e | (0 - 0) | 82e Anan      | Spectateurs : 26 393 Arbitrage : Liu Kwok Man | Spectateurs : 26 393 Arbitrage : Liu Kwok Man |
| 20h00 (UTC+10) | Wright 38e             |         | 23e Notchaiya | Spectateurs : 26 393 Arbitrage : Liu Kwok Man | Spectateurs : 26 393 Arbitrage : Liu Kwok Man |

|               | Arabie saoudite | 1 - 0   | Japon       | Stade du Roi-Abdullah, Djeddah                      |                                                     |
| 20h30 (21h30) | Al-Muwallad 63e | (0 - 0) |             | Spectateurs : 62 165 Arbitrage : Valentin Kovalenko | Spectateurs : 62 165 Arbitrage : Valentin Kovalenko |
| 20h30 (21h30) | Al-Muwallad 64e |         | 20e Yoshida | Spectateurs : 62 165 Arbitrage : Valentin Kovalenko | Spectateurs : 62 165 Arbitrage : Valentin Kovalenko |

## Meilleurs buteurs
| Pos | Joueur                | Pays                 | Buts |
| --- | --------------------- | -------------------- | ---- |
| 1   | Mohannad Abdul-Raheem | Irak                 | 5    |
| 2   | Nawaf Al Abed         | Arabie saoudite      | 4    |
| 2   | Ahmed Khalil          | Émirats arabes unis  | 4    |
| 2   | Genki Haraguchi       | Japon                | 4    |
| 2   | Tomi Jurić            | Australie            | 4    |
| 6   | Mile Jedinak          | Australie            | 3    |
| 6   | Mehdi Taremi          | Iran                 | 3    |
| 8   | Yahya Al-Shehri       | Arabie saoudite      | 2    |
| 8   | Koo Ja-cheol          | Corée du Sud         | 2    |
| 8   | Ali Mabkhout          | Émirats arabes unis  | 2    |
| 8   | Sardar Azmoun         | Iran                 | 2    |
| 8   | Marat Bikmaev         | Ouzbékistan          | 2    |
| 8   | Hassan Al Haydos      | Qatar                | 2    |
| 8   | Teerasil Dangda       | Thaïlande            | 2    |
| 15  | Salem Al-Dawsari      | Arabie saoudite      | 1    |
| 15  | Mohammad al-Sahlawi   | Arabie saoudite      | 1    |
| 15  | Taisir Al-Jassim      | Arabie saoudite      | 1    |
| 15  | Fahad Al-Muwallad     | Arabie saoudite      | 1    |
| 15  | Nasser Al-Shamrani    | Arabie saoudite      | 1    |
| 15  | Omar Hawsawi          | Arabie saoudite      | 1    |
| 15  | Tom Rogic             | Australie            | 1    |
| 15  | Tim Cahill            | Australie'           | 1    |
| 15  | Massimo Luongo        | Australie            | 1    |
| 15  | Trent Sainsbury       | Australie            | 1    |
| 15  | Hao Junmin            | Chine                | 1    |
| 15  | Yu Dabao              | Chine                | 1    |
| 15  | Yu Hai                | Chine                | 1    |
| 15  | Ji Dong-won           | Corée du Sud         | 1    |
| 15  | Ki Sung-yueng         | Corée du Sud         | 1    |
| 15  | Lee Chung-yong        | Corée du Sud         | 1    |
| 15  | Nam Tae-hee           | Corée du Sud         | 1    |
| 15  | Son Heung-min         | Corée du Sud         | 1    |
| 15  | Ismail Matar          | Émirats arabes unis' | 1    |
| 15  | Saad Abdul-Amir       | Irak                 | 1    |
| 15  | Reza Ghoochannejhad   | Iran                 | 1    |
| 15  | Jalal Hosseini        | Iran                 | 1    |
| 15  | Alireza Jahanbakhsh   | Iran                 | 1    |
| 15  | Takuma Asano          | Japon                | 1    |
| 15  | Keisuke Honda         | Japon                | 1    |
| 15  | Hiroshi Kiyotake      | Japon                | 1    |
| 15  | Hotaru Yamaguchi      | Japon                | 1    |
| 15  | Alexander Geynrikh    | Ouzbékistan          | 1    |
| 15  | Egor Krimets          | Ouzbékistan          | 1    |
| 15  | Otabek Shukurov       | Ouzbékistan          | 1    |
| 15  | Sebastián Soria       | Qatar                | 1    |
| 15  | Mahmoud Al-Mawas      | Syrie                | 1    |
| 15  | Omar Kharbin          | Syrie                | 1    |
| 15  | Tana Chanabut         | Thaïlande            | 1    |